# Lanza sumeria de Lugal

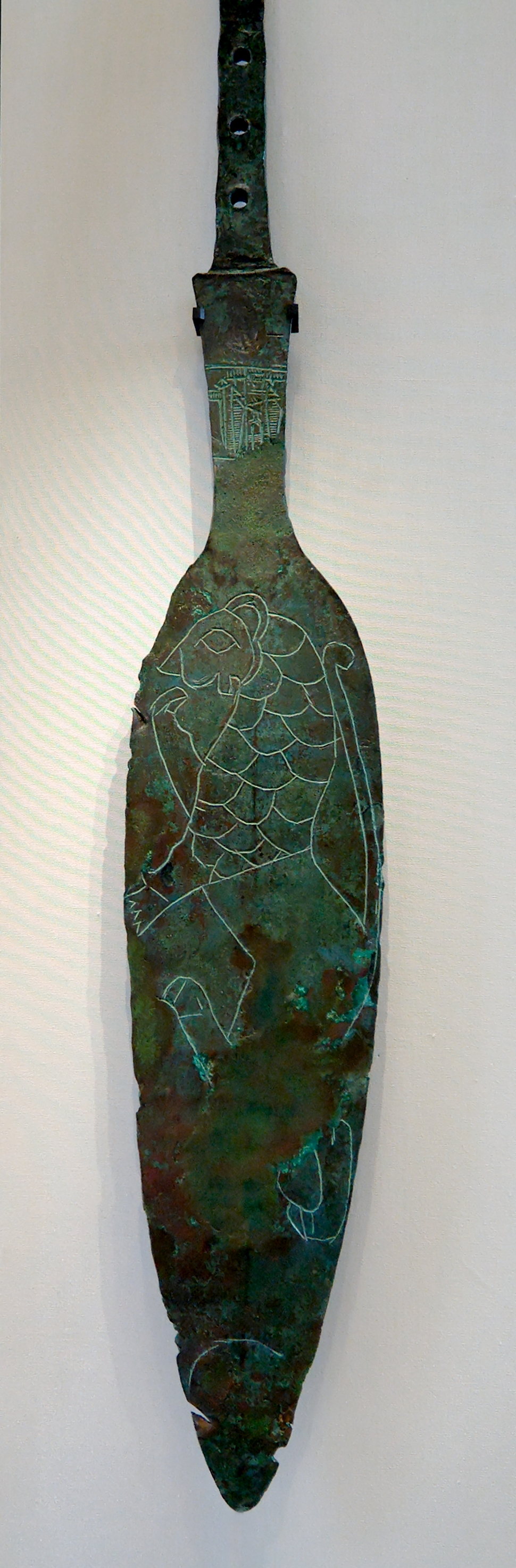
Imagen de la lanza con la inscripción del príncipe de Kish expuesta en el Museo del Louvre.

Situación de las principales ciudades sumerias y alcance de esta cultura durante el Período Dinástico Arcaico.

La lanza de Lugal es una lanza de bronce que data del año 2600 a. C., en época de la civilización sumeria, que se considera la primera y más antigua civilización de la historia, y que se extendió por el sur de Mesopotamia, en la zona de los ríos Tigris y Éufrates, (actual Irak) concretamente esta pieza forma parte del Período Dinástico Arcaico, un período arqueológico de la historia de Mesopotamia comprendido entre el 3000 a. C. y 2334 a. C.

## Historia
La lanza fue hallada en un santuario de la antigua Girsu, ciudad de la Sumeria antigua situada en el actual Tel Telloh, en la provincia de Dhi Qar, Irak, y que se ubicaba a unos 25 kilómetros al noroeste de Lagash. Debido a la inicial nasal velar ŋ, la transcripción de Ĝirsu es usualmente Ngirsu (también: G̃irsu, Girsu, Jirsu) para evitar confusiones.

## Simbología
La lanza fue una ofrenda votiva de alto nivel realizada hacia uno de los gobernantes o reyes de Kish, tiene grabada en su hoja la figura de un león y una inscripción que se conserva parcialmente, en la que se puede leer: "Lugal...Rey de Kish".

## Características
- Material: cobre

## Conservación
La lanza se expone en el Museo del Louvre, de París (Francia).